# Oulaloutchka (village)
Ulaluşka
Oulaloutchka (en russe : Улалушка, en altaï méridional : Улалушка, Ulaluşka) est un possiolok du raïon de Maïma de la république de l'Altaï, en Russie sibérienne. Il fait partie de l'établissement rural de Kyzyl-Oziok, et sa population s'élevait à 2 habitants au recensement de 2021.

## Géographie
Le village de Oulaloutchka se situe dans la république de l'Altaï, une république de Sibérie méridionale, en Russie. Il fait partie du district fédéral sibérien. Le village fait partie du raïon de Maïma, le raïon de la république le plus au sud-ouest, qui compte 25 localités, avec Maïma comme centre administratif.
Il fait partie de l'établissement rural de Kyzyl-Oziok, une municipalité, avec le village de Kyzyl-Oziok comme chef-lieu,.
Oulaloutchka, comme toute la république de l'Altaï, est située dans le fuseau horaire MSK+4 (heure de Krasnoïarsk). Le décalage horaire appliqué par rapport au temps universel coordonné est +07:00.

## Démographie
Recensements (*) et estimations de la population,,,
:
| 2002* | 2010* | 2012 | 2013 |
| ----- | ----- | ---- | ---- |
| 15    | 11    | 11   | 10   |

| 2014 | 2015 | 2016 | 2021* |
| ---- | ---- | ---- | ----- |
| 10   | 9    | 9    | 2     |

Concernant les ethnies, en 2002, sur les 15 habitants, il y avait 100 % de Russes,,,
.